# Liverpool Football Club 1978-1979
Questa voce raccoglie le informazioni riguardanti il Liverpool Football Club nelle competizioni ufficiali della stagione 1978-1979.

## Stagione
Con due giornate di anticipo sulla conclusione di un torneo dominato, il Liverpool tornò alla vittoria del titolo nazionale, stabilendo alcuni record come il numero di punti ottenuti e le reti subite. Meno positive furono invece le prestazioni nelle competizioni internazionali: oltre ad aver perso la Supercoppa europea contro l'Anderlecht, dopo due vittorie consecutive i Reds si ritrovarono fuori dalla Coppa dei Campioni al primo turno, venendo sconfitti dal Nottingham Forest, futuro vincitore della manifestazione e principale rivale della squadra nella lotta al titolo nazionale Uscito al primo turno di Coppa di Lega per una sconfitta di misura contro lo Sheffield Utd, in FA Cup i Reds giunsero sino alle semifinali dove vennero battuti nella ripetizione dal Manchester Utd.

## Maglie e sponsor
Lo sponsor tecnico per la stagione 1978-1979 è Umbro.
| Manica sinistra · Manica sinistra · Maglietta · Maglietta · Manica destra · Manica destra · Pantaloncini · Calzettoni | Manica sinistra · Manica sinistra · Maglietta · Maglietta · Manica destra · Manica destra · Pantaloncini · Calzettoni |  |

## Rosa
| N. |                        | Ruolo | Calciatore              |
| -- | ---------------------- | ----- | ----------------------- |
|    | Inghilterra (bandiera) | P     | Ray Clemence            |
|    | Inghilterra (bandiera) | P     | Steve Ogrizovic         |
|    | Scozia (bandiera)      | D     | Alan Hansen             |
|    | Inghilterra (bandiera) | D     | Emlyn Hughes (capitano) |
|    | Inghilterra (bandiera) | D     | Colin Irwin             |
|    | Galles (bandiera)      | D     | Joey Jones              |
|    | Inghilterra (bandiera) | D     | Alan Kennedy            |
|    | Inghilterra (bandiera) | D     | Brian Kettle            |
|    | Inghilterra (bandiera) | D     | Phil Neal               |
|    | Inghilterra (bandiera) | D     | Phil Thompson           |
|    | Inghilterra (bandiera) | C     | Ian Callaghan           |

| N. |                        | Ruolo | Calciatore       |
| -- | ---------------------- | ----- | ---------------- |
|    | Inghilterra (bandiera) | C     | Jimmy Case       |
|    | Irlanda (bandiera)     | C     | Steve Heighway   |
|    | Inghilterra (bandiera) | C     | Ray Kennedy      |
|    | Inghilterra (bandiera) | C     | Sammy Lee        |
|    | Inghilterra (bandiera) | C     | Terry McDermott  |
|    | Irlanda (bandiera)     | C     | Kevin Sheedy     |
|    | Scozia (bandiera)      | C     | Graeme Souness   |
|    | Scozia (bandiera)      | A     | Kenny Dalglish   |
|    | Inghilterra (bandiera) | A     | David Fairclough |
|    | Inghilterra (bandiera) | A     | Howard Gayle     |
|    | Inghilterra (bandiera) | A     | David Johnson    |

## Risultati

### League Cup
| Arbitro: | Lloyd (Worcester) |

|            |           |  |
| Hamson 10’ | Marcatori |  |

### Coppa dei Campioni
| Arbitro: | Linemayr |

|                         |           |  |
| Birtles 26’ Barrett 87’ | Marcatori |  |

| Liverpool 27 settembre 1978, ore 19:30 UTC+1 Sedicesimi di finale - Ritorno | Liverpool | 0 – 0 referto | Nottingham Forest | Anfield (51 679 spett.)\| Arbitro: \| Konrath \| |
| Arbitro:                                                                    | Konrath   |               |                   |                                                  |

### Supercoppa UEFA
| Arbitro: | Palotai |

|                                                  |           |          |
| Vercauteren 17’ Van der Elst 38’ Rensenbrink 87’ | Marcatori | 27’ Case |

| Arbitro: | Rainea |

|                           |           |                  |
| Hughes 13’ Fairclough 87’ | Marcatori | 71’ Van der Elst |